# Stéfano Di Palma
Stéfano Di Palma (Arrecifes, Provincia de Buenos Aires; 21 de octubre de 1995) es un piloto argentino de automovilismo.  

## Biografía
Sus inicios los dio en la categoría Fórmula Renault Plus, donde entre los años 2011 y 2012 participó en forma intermitente a los mandos de una unidad preparada por el equipo Fauro Sport. Entre estos dos años solamente desarrollaría tres competencias. A la par de estas participaciones, en 2012 tendría su primera experiencia a bordo de un turismo, al ser invitado por el piloto Mauricio Chiaverano a competir en una carrera de invitados de la divisional Top Race Series. La particularidad de esta presentación, fue que se dio en la misma fecha en la que Stéfano cumplía 17 años, el 21 de octubre de 2017.
Tras estas participaciones, en el año 2013 ingresó a la divisional TC Pista Mouras de la Asociación Corredores de Turismo Carretera, compitiendo al comando de un Chevrolet Chevy atendido por el equipo de su hermano Luis José. Sin embargo, al igual que en su participación en la Fórmula Plus, apenas desarrollaría dos competencias, tras lo cual volvió a retirarse.
Su regreso a la actividad fue en el año 2014, compitiendo en la Fórmula 4 Nueva Generación, categoría donde nuevamente compitió bajo el ala del equipo de su hermano mayor, aunque desarrollando 5 competencias. En esta temporada, alternó sus participaciones con el TC Pista Mouras donde nuevamente desarrolló dos fechas a bordo de su Chevrolet.
Luego de este mal trago, en el año 2015 ingresó en la categoría Fórmula Metropolitana, iniciando un período de readaptación a esta clase de vehículos, al participar en 8 competencias. Esta temporada de adaptación sirvió para encarar la temporada 2016 la cual presentaba un nuevo formato de fechas dobles. Fue en esta temporada en la que finalmente, Stéfano consiguió despegar deportivamente al participar de su primera temporada completa en el automovilismo argentino, logrando 12 podios de los cuales 4 fueron victorias en 30 competencias. A pesar de ello, sus resultados le alcanzarían para obtener el subcampeonato de la categoría, por detrás del eventual campeón Ricardo Degoumois.
Tras la obtención del subcampeonato de la Metropolitana, en 2017 retornó a la divisional TC Pista Mouras participando en la segunbda fecha de la temporada, corrida en el Autódromo Roberto Mouras de La Plata, nuevamente al comando de un Chevrolet Chevy del Grupo Nowak-Tártara Competición. Sin embargo, su participación no pasaría de esta competencia, cambiando a la fecha siguiente de categoría y desembarcando en la divisional Top Race Junior, donde se presentó a competir con una unidad identificada con los rasgos de diseño del modelo Mercedes-Benz CLA, atendida por el equipo SDE Competición.

## Trayectoria
| Año  | Categoría                                       | Marca               |
| ---- | ----------------------------------------------- | ------------------- |
| 2011 | Debut en Fórmula Renault Plus, 1 carrera        | Crespi-Renault      |
| 2012 | Fórmula Renault Plus, 2 carreras                | Crespi-Renault      |
| 2012 | Top Race Series, invitado                       | Mercedes-Benz C-203 |
| 2013 | Debut en TC Pista Mouras, 2 carreras            | Chevrolet Chevy     |
| 2014 | Debut en Fórmula 4 Nueva Generación, 5 carreras | Crespi-Renault      |
| 2014 | TC Pista Mouras, 2 carreras                     | Chevrolet Chevy     |
| 2013 | Debut en TC Pista Mouras, 2 carreras            | Chevrolet Chevy     |
| 2015 | Debut en Fórmula Metropolitana, 8 carreras      | Crespi-Renault      |
| 2016 | Subcampeón de Fórmula Metropolitana             | Crespi-Renault      |
| 2017 | TC Pista Mouras, 1 carrera                      | Chevrolet Chevy     |
| 2017 | Debut en Top Race Junior                        | Mercedes-Benz CLA   |
| 2017 | Debut en Top Race Series                        | Ford Mondeo III     |

- [7]

## Palmarés
| Título     | Categoría             | Marca          | Año  |
| ---------- | --------------------- | -------------- | ---- |
| Subcampeón | Fórmula Metropolitana | Crespi-Renault | 2016 |